# Look Both Ways (2022)
Look Both Ways ist ein US-amerikanisches romantisches Comedy-Drama aus dem Jahr 2022 von Regisseurin Wanuri Kahiu mit Lili Reinhart in der Hauptrolle, das am 17. August 2022 auf Netflix veröffentlicht wurde.

## Handlung
Natalie hat ihren Collegeabschluss in der Tasche. Am Abend vor den Feierlichkeiten ihres Abschlusses macht sie im Beisein ihrer besten Freundin Cara einen Schwangerschaftstest, da sie vermutet, durch eine einmalige Affäre mit ihrem guten Freund Gabe schwanger zu sein. Ab hier spaltet sich der Film in zwei mögliche Lebenswege. In der einen Realität von Natalie fällt ihr Schwangerschaftstest positiv aus. Gemeinsam mit Gabe zieht sie zurück zu ihren Eltern nach Texas. Ihre andere Realität, mit einem negativen Schwangerschaftstest, führt sie zu ihrem Traumziel nach Los Angeles. Gemeinsam mit Cara zieht sie dort in eine Wohnung und kann sich einen Job als Assistentin bei ihrem Idol Lucy Galloway sichern.

## Kritik
Oliver Armknecht gibt dem Film in seiner Kritik auf film-rezensionen.de insgesamt 6 von 10 Punkten und schlussfolgert: „Die beiden parallel beschriebenen Lebensläufe, je nach Ausgang des Tests, bleiben trotz wichtiger Themen eher an der Oberfläche. Aber es ist schon ein recht netter Film, der sehr von Hauptdarstellerin Lili Reinhart getragen wird.“